# Minerva Movietone
Minerva Movietone war eine indische Filmgesellschaft. Sie wurde 1936 von Sohrab Modi und seinem Bruder Rustom gegründet.
Minerva Movietone war die Weiterentwicklung der 1935 entstandenen Stage Film, mit der das Bühnenrepertoire von Rustom Modis Theatergruppe Arya Subodh Natak Mandali abgefilmt wurde. Bekannt für ihre Großproduktionen indischer Historienfilme wie Pukar (1939), Sikandar (1941) und Prithvi Vallabh (1943) profitierte die Produktionsgesellschaft auch von dem bereits existierenden Filmvertrieb der Modis in Gwalior, den der dritte Bruder Keki Modi mit Western India Theatres noch zu einer Kette von 27 Filmtheatern in 10 Städten ausweitete.
1952 schuf Minerva Movietone in Kooperation mit Film Group das erste Technicolor-Farbfilmstudio in Indien und veröffentlichte im darauffolgenden Jahr den ersten indischen Farbfilm Jhansi Ki Rani. Die Filmgesellschaft existierte bis etwa 1960.